# 78. BAFTA-gála
A 78. BAFTA-gálát 2025. február 16-án tartotta meg a Brit Film- és Televíziós Akadémia a londoni Royal Festival Hallban, amelynek keretében kiosztották az akadémia filmdíjait az Egyesült Királyságban 2024-ben bemutatott és az akadémia 7800 tagja által legjobbnak ítélt filmek és alkotóik részére. A rendezvény házigazdájának ez évben is David Tennant skót színészt kérték fel.
A BAFTA előzetesen már bejelentette, hogy 2025-ben új filmes kategóriát hoz létre legjobb gyermek- és családi film (Best Children's & Family Film) elnevezéssel , amelyben „a gyermekmédia-szektor lényeges kreatív alkotásait fogják bemutatni”. E kategóriában bármilyen műfajú filmek indulhatnak, amelyek sajátos nemzedékek közötti vonzerővel bírnak gyermekek, fiatalok és felnőttek számára. A filmszínházakban bemutatott élőszereplős, animációs vagy dokumentumfilmek többféle műfajba eshetnek, beleértve (de nem kizárólagosan) az akciót, a kalandot, a vígjátékot, a drámát és a fantasy filmet.
A BAFTA filmes díj hosszú listáit 2025. január 3-án hozták nyilvánosságra. Az egyes kategóriáinak jelöltjeit tartalmazó rövidített listákat a 2024-es „Feltörekvő Csillag”, Mia McKenna-Bruce és a televíziós BAFTA-díjas Will Sharpe jelentette be 2025. január 15-én a BAFTA londoni székhelyén, amit élőben közvetítettek a BAFTA YouTube-csatornáján. A legtöbb jelölést, Edward Berger Konklávé című thrillerje kapta (12), mögötte Jacques Audiard spanyol nyelven forgatott zenés filmje, az Emilia Pérez (11), valamint Brady Corbet amerikai-brit-magyar koprodukcióban készült filmdrámája, A brutalista (9) végzett. A gálán nem történt nagy meglepetés. Két alkotás (Konklávé és A brutalista) nyújtott kiemelkedő teljesítményt: mindkettő 4−4 díjat sepert be.
A 2025-ben 20. évfordulóját ünneplő Feltörekvő Csillag díj jelöltjeinek névsorát 2025. január 7-én tették közzé a londoni The Savoy Hotelben tartott sajtókonferencián.
Warwick Davis brit színész vehette át a BAFTA Akadémiai tagság különdíjat, aki több mint 40 éves karrierje során remekelt a Star Wars franchise-ban, mint Wicket, az ewok; a Harry Potter filmsorozatban pedig Filius Flitwick professzorként. Nemzetközi elismerését öregbítette Ron Howard 1988-as Willow című fantasy-kalandfilm címszerepében.

## A BAFTA filmdíjai

### Díjazottak és jelöltek
A nyertesek a táblázat első sorában, félkövérrel vannak jelölve.
| Filmes kategóriák | Filmes kategóriák |
| --- | --- |
| | |
| Legjobb film | Legjobb debütálás (brit forgatókönyvíró, filmrendező vagy producer) |
| - Konklávé – Juliette Howell, Michael Jackman és Tessa Ross - A brutalista – Brady Corbet, Nick Gordon, Brian Young, Andrew Morrison, D.J. Gugenheim - Anora – Sean Baker, Alex Coco és Samantha Quan - Emilia Pérez – Jacques Audiard, Pascal Caucheteux - Sehol se otthon – Alex Bookman, Fred Berger, James Mangold | - Kneecap – Rich Peppiatt (rendező, forgatókönyvíró) - A Majomember – Dev Patel (rendező) - Kincs – Luna Carmoon (rendező, forgatókönyvíró) - Santosh – Sandhya Suri (rendező, forgatókönyvíró), James Bowsher (producer) és Balthazar De Ganay (producer) - Sister Midnight – Karan Kandhari (rendező, forgatókönyvíró) |
| Kiemelkedő brit film | |
| - Konklávé – Edward Berger, Tessa Ross, Juliette Howell, Michael A. Jackman és Peter Straughan - Bird – Andrea Arnold, Tessa Ross, Juliette Howell és Lee Groombridge - Blitz – Steve Mcqueen, Tim Bevan, Eric Fellner és Anita Overland - Gladiátor II. – Ridley Scott, Douglas Wick, Lucy Fisher, Michael Pruss, David Scarpa és Peter Craig - Keserű igazságok – Mike Leigh és Georgina Lowe - Kivérző szerelem – Rose Glass, Andrea Cornwell, Oliver Kassman és Wereonika Tofilska - Kneecap – Rich Peppiatt, Trevor Birney, Jack Tarling, Naoise Ó Cairealláin, Liam Óg Ó Hannaidh és Jj Ó Dochartaigh - Lee – Ellen Kuras, Kate Solomon, Kate Winslet, Liz Hannah, Marion Hume, John Collee és Lem Dobbs - Parlagon – Nora Fingscheidt, Sarah Brocklehurst, Dominic Norris, Jack Lowden, Saoirse Ronan és Amy Liptrot - Wallace és Gromit: A szárnyas bosszúja – Nick Park, Merlin Crossingham, Richard Beek,and Mark Burton | |
| Legjobb gyermek- és családi film | Legjobb nem angol nyelvű film |
| - Wallace és Gromit: A szárnyas bosszúja – Nick Park, Merlin Crossingham és Richard Beek - Áradás – Gints Siibalodis és Matīss Kaža - A vad robot – Chris Sanders és Jeff Hermann - Kensuke's Kingdom – Kirk Hendry, Neil Boyle és Camilla Deakin | - Emilia Pérez – Jacques Audiard, Pascal Caucheteux, Valerie Schermann és Anthony Vaccarello - A szent füge magja – Mohammad Rasoulof, Rozita Hendijanian, Amin Sadraei, Jean-Christophe Simon és Mani Tilgner - Én még itt vagyok – Walter Salles, Rodrigo Teixeira és Martine de Clermont-Tonnerre - Kneecap – Rich Peppiatt, Jack Tarling és Trevor Birney - Minden, ami fénynek tűnik – Payal Kapadia, Thomas Hakim és Julian Graff |
| Legjobb dokumentumfilm | Legjobb animációs film |
| - Super/Man: Christopher Reeve története – Ian Bonhôte, Peter Ettedgui, Otto Burnham és Connor Schell - Daughters – Natalie Rae, Angela Patton és Sam Bisbee - Fekete doboz – Itó Siori, Hanna Aqvilin és Eric Nyari - Nincs más föld – Basel Adra, Hamdan Ballal, Yuval Abraham és Rachel Szor. - Will & Harper – Josh Greenbaum, Jessica Elbaum, Will Ferrell és Christopher Leggett | - Wallace és Gromit: A szárnyas bosszúja - Agymanók 2. - Áradás - A vad robot |
| Legjobb brit rövidfilm | Legjobb brit animációs rövidfilm |
| - Rock, Paper, Scissors – Franz Böhm és Hayder Rothschild Hoozeer - Marion – Joe Weiland, Finn Constantine és Marija Djikic - Milk – Miranda Stern és Ashionye Ogene - Stomach Bug – Matty Crawford és Karima Sammout-Kanellopoulou - The Flowers Stand Silently, Witnessing – Theo Panagopoulos és Marissa Keating | - Wander To Wonder – Nina Gantz, Stienette Bosklopper, Simon Cartwright és Maarten Swart - Adiós – José Prats, Natalia Kyriacou és Bernardo Angeletti - Mog's Christmas – Robin Shaw, Joanna Harrison, Camilla Deakin és Ruth Fielding |
| | |
| Személyi (stáb) kategóriák | |
| | |
| Legjobb rendező | Legjobb operatőr |
| - Brady Corbet — A brutalista - Jacques Audiard — Emilia Pérez - Sean Baker — Anora - Edward Berger — Konklávé - Coralie Fargeat — A szer - Denis Villeneuve — Dűne: Második rész | - A brutalista – Lol Crawley - Dűne: Második rész – Greig Fraser - Emilia Pérez – Paul Guilhaume - Konklávé – Stéphane Fontaine - Nosferatu – Jarin Blaschke |
| Legjobb eredeti forgatókönyv | Legjobb adaptált forgatókönyv |
| - Jesse Eisenberg – Rokonszenvedés - Sean Baker – Anora - Brady Corbet – A brutalista - Coralie Fargeat — A szer - Rich Peppiatt – Kneecap | - Peter Straughan – Konklávé - Jacques Audiard – Emilia Pérez - Joslyn Barnes és RaMell Ross – A Nickel-fiúk - Clint Bentley és Greg Kwedar – Sing Sing - Jay Cocks és James Mangold – Sehol se otthon |
| Legjobb férfi főszereplő | Legjobb női főszereplő |
| - Adrien Brody – A brutalista, mint László Tóth - Timothée Chalamet – Sehol se otthon, mint Bob Dylan - Colman Domingo – Sing Sing, mint John "Divine G" Whitfield - Ralph Fiennes – Konklávé, mint Thomas Cardinal Lawrence - Hugh Grant – Eretnek, mint Mr. Reed - Sebastian Stan – The Apprentice – A Trump-sztori, mint Donald J. Trump | - Mikey Madison – Anora, mint Anora "Ani" Mikheeva - Cynthia Erivo – Wicked, mint Elphaba Thropp - Karla Sofía Gascón – Emilia Pérez, mint Emilia Pérez / Juan "Manitas" Del Monte - Marianne Jean-Baptiste – Keserű igazságok, mint Pansy Deacon - Demi Moore – A szer, mint Elisabeth Sparkle - Saoirse Ronan – Parlagon, mint Rona Harris                                                                                            |
| Legjobb férfi mellékszereplő | Legjobb női mellékszereplő |
| - Kieran Culkin – Rokonszenvedés, mint Benji Kaplan - Yura Borisov – Anora, mint Igor - Clarence Maclin – Sing Sing, mint Clarence "Divine Eye" Maclin - Edward Norton – Sehol se otthon, mint Pete Seeger - Guy Pearce – A brutalista, mint Harrison Lee Van Buren - Jeremy Strong – The Apprentice – A Trump-sztori, mint Roy Cohn | - Zoë Saldana – Emilia Pérez, mint Rita Mora Castro - Selena Gomez – Emilia Pérez, mint Jessi Del Monte - Ariana Grande – Wicked, mint Galinda "Glinda" Upland - Felicity Jones – A brutalista, mint Erzsébet Tóth - Jamie Lee Curtis – Az utolsó táncosnő, mint Annette - Isabella Rossellini – Konklávé, mint Agnes nővér |
| Legjobb szereposztás | Legjobb filmzene |
| - Anora – Sean Baker és Samantha Quan - Kneecap – Carla Stronge - Konklávé – Nina Gold és Martin Ware - Sehol se otthon – Yesi Ramirez - The Apprentice – A Trump-sztori – Carmen Cuba és Stephanie Gorin | - A brutalista – Daniel Blumberg - A vad robot – Kris Bowers - Emilia Pérez – Camille és Clément Ducol - Konklávé – Volker Bertelmann - Nosferatu – Robin Carolan |
| Legjobb díszlet | Legjobb jelmeztervezés |
| - Wicked – Nathan Crowley és Lee Sandales - A brutalista – Judy Becker és Patricia Cuccia - Dűne: Második rész – Patrice Vermette és Shane Vieau - Konklávé – Suzie Davies és Cynthia Sleiter - Nosferatu – Craig Lathrop | - Wicked – Paul Tazewell - Blitz – Jacqueline Durran - Konklávé – Lisy Christl - Nosferatu – Linda Muir - Sehol se otthon – Arianne Phillips |
| Legjobb smink | Legjobb vágás |
| - A szer – Pierre-Olivier Persin, Stéphanie Guillon, Frédérique Arguello és Marilyne Scarselli - Dűne: Második rész – Love Larson, Eva Von Bahr - Emilia Pérez – Julia Floch Carbonel, Emmanuel Janvier, Jean-Christophe Spadaccini és Romain Marietti - Nosferatu – David White, Traci Loader és Suzanne Stokes-Munton - Wicked – Frances Hannon, Laura Blount és Sarah Nuth | - Konklávé – Nick Emerson - Anora – Sean Baker - Dűne: Második rész – Joe Walker - Emilia Pérez – Juliette Welfling - Kneecap – Julian Ulrichs és Chris Gill |
| Legjobb hang | Legjobb vizuális effektek |
| - Dűne: Második rész – Ron Bartlett, Doug Hemphill, Gareth John és Richard King - A szer – Valérie Deloof, Victor Fleurant, Victor Praud, Stéphane Thiébaut és Emmanuelle Villard - Blitz – John Casali, Paul Cotterell és James Harrison - Gladiátor II. – Stéphane Bucher, Matthew Collinge és Paul Massey Danny Sheehan - Wicked – Robin Baynton, Simon Hayes, John Marquis, Andy Nelson és Nancy Nugent Title | - Dűne: Második rész – Paul Lambert, Stephen James, Gerd Nefzer és Rhys Salcombe - A majmok bolygója: A birodalom – Erik Winquist, Rodney Burke, Paul Story és Stephen Unterfranz - Better Man: Robbie Williams – Luke Millar, David Clayton, Keith Herft és Peter Stubbs - Gladiátor II. – Mark Bakowski, Neil Corbould, Nikki Penny és Pietro Ponti - Wicked – Pablo Helman, Paul Corbould, Jonathan Fawkner és Anthony Smith         |
| | |
| Különdíjak | |
| | |
| BAFTA Akadémiai tagság | Feltörekvő Csillag díj (közönségszavazat alapján) |
| - Warwick Davis | - David Jonsson - Marisa Abela - Jharrel Jerome - Mikey Madison - Nabhaan Rizwan |

## Többszörös jelölések és elismerések
| Jelölés | Díj | Magyar cím                             | Eredeti cím                           |
| ------- | --- | -------------------------------------- | ------------------------------------- |
| 12      | 4   | Konklávé                               | Conclave                              |
| 11      | 2   | Emilia Pérez                           | Emilia Pérez                          |
| 9       | 4   | A brutalista                           | The Brutalist                         |
| 7       | 2   | Anora                                  | Anora                                 |
| 7       | 2   | Dűne: Második rész                     | Dune: Part Two                        |
| 7       | 2   | Wicked                                 | Wicked                                |
| 6       | 1   | Kneecap                                | Kneecap                               |
| 6       | 0   | Sehol se otthon                        | A Complete Unknown                    |
| 5       | 1   | A szer                                 | The Substance                         |
| 5       | 0   | Nosferatu                              | Nosferatu                             |
| 3       | 2   | Wallace és Gromit: A szárnyas bosszúja | Wallace & Gromit: Vengeance Most Fowl |
| 3       | 0   | A vad robot                            | The Wild Robot                        |
| 3       | 0   | Blitz                                  | Blitz                                 |
| 3       | 0   | Gladiátor II.                          | Gladiator II                          |
| 3       | 0   | Sing Sing                              | Sing Sing                             |
| 3       | 0   | The Apprentice – A Trump-sztori        | The Apprentice                        |
| 2       | 2   | Rokonszenvedés                         | A Real Pain                           |
| 2       | 0   | Áradás                                 | Flow                                  |
| 2       | 0   | Keserú igazságok                       | Hard Truths                           |
| 2       | 0   | Parlagon                               | The Outrun                            |